# Anne Gabrielle Giroux
Pour les articles homonymes, voir Giroux.
Anne-Gabrielle Giroux, est une artiste peintre française active à Paris en 1752.